# International Data Group
International Data Group (IDG) és una organització estatunidenca de tecnologia de mitjans, investigació, gestió d'esdeveniments i de capital de risc. IDG ha evolucionat d'International Data Corporation (IDC), que es va ser fundada el 1964 a Newtonville (Massachusetts) per Patrick Joseph McGovern i un amic. IDC és ara una subsidiària de IDG.